# Ficus rensoniana
Ficus rensoniana är en mullbärsväxtart som beskrevs av Calderon och Standl.. Ficus rensoniana ingår i släktet fikonsläktet, och familjen mullbärsväxter. Inga underarter finns listade i Catalogue of Life.